# Gare de Mommenheim
La gare de Mommenheim est une gare ferroviaire française des lignes de Noisy-le-Sec à Strasbourg-Ville et de Mommenheim à Sarreguemines, située sur le territoire de la commune de Mommenheim, dans la collectivité européenne d'Alsace, en région Grand Est.
Ouverte en 1895, elle remplace l'ancienne gare de Mommenheim qui fut mise en service en 1851 par la Compagnie du chemin de fer de Paris à Strasbourg.
C'est une gare de la Société nationale des chemins de fer français (SNCF), du réseau TER Grand Est, desservie par des trains express régionaux.

## Situation ferroviaire
Établie à 153 mètres d'altitude, la gare de bifurcation de Mommenheim est située au point kilométrique (PK) 479,729 de la ligne de Noisy-le-Sec à Strasbourg-Ville (dite ligne de Paris-Est à Strasbourg-Ville), entre les gares de Schwindratzheim et de Brumath.
Gare de bifurcation, elle constitue l'origine, au PK 0,000, de la ligne de Mommenheim à Sarreguemines avant la gare ouverte d'Obermodern.

## Histoire

### Première gare
La « station de Mommenheim » est mise en service le 29 mai 1851 par la Compagnie du chemin de fer de Paris à Strasbourg, lorsqu'elle ouvre à l'exploitation la section de Sarrebourg à Strasbourg.
Celle-ci aurait dû se situer à Schwindratzheim mais la commune refusa l'implantation d'une gare sur son territoire et n'obtient qu'une simple halte.
La gare de Mommenheim est construite dans les prés, à plus de 400 mètres de la première habitation. Elle est munie d'un bâtiment voyageurs de type 5.
Le 21 janvier 1854, la Compagnie des chemins de fer de l'Est succède à la Compagnie du chemin de fer de Paris à Strasbourg.
En 1871, la gare entre dans le réseau de la Direction générale impériale des chemins de fer d'Alsace-Lorraine (EL) à la suite de la défaite française lors de la guerre franco-allemande de 1870 (et le traité de Francfort qui s'ensuivit).

### Nouvelle gare
Après l'ouverture de la ligne de Mommenheim à Sarralbe en 1895, la Direction générale impériale des chemins de fer d'Alsace-Lorraine décide de la construction d'une nouvelle gare. Elle se trouve à environ 400 mètres de l'ancienne gare, en direction de Strasbourg, qui était trop exigüe et dont la situation s'avérait moins pratique avec la création de la nouvelle ligne. Le bâtiment, de style néo-classique, de l'ancienne gare existe toujours mais est fermé à tout trafic ; il est devenu une propriété privée.
Le 19 juin 1919, la gare entre dans le réseau de l'Administration des chemins de fer d'Alsace et de Lorraine (AL), à la suite de la victoire française lors de la Première Guerre mondiale. Puis, le 1er janvier 1938, cette administration d'État forme avec les autres grandes compagnies la SNCF, qui devient concessionnaire des installations ferroviaires de Mommenheim. Cependant, après l'annexion allemande de l'Alsace-Lorraine, c'est la Deutsche Reichsbahn qui gère la gare pendant la Seconde Guerre mondiale, du 1er juillet 1940 jusqu'à la Libération (en 1944 – 1945).
Mommenheim comportait également un dépôt-relais secondaire.
Le poste d'aiguillage de Mommenheim est démoli le 15 décembre 1998.

Bâtiments
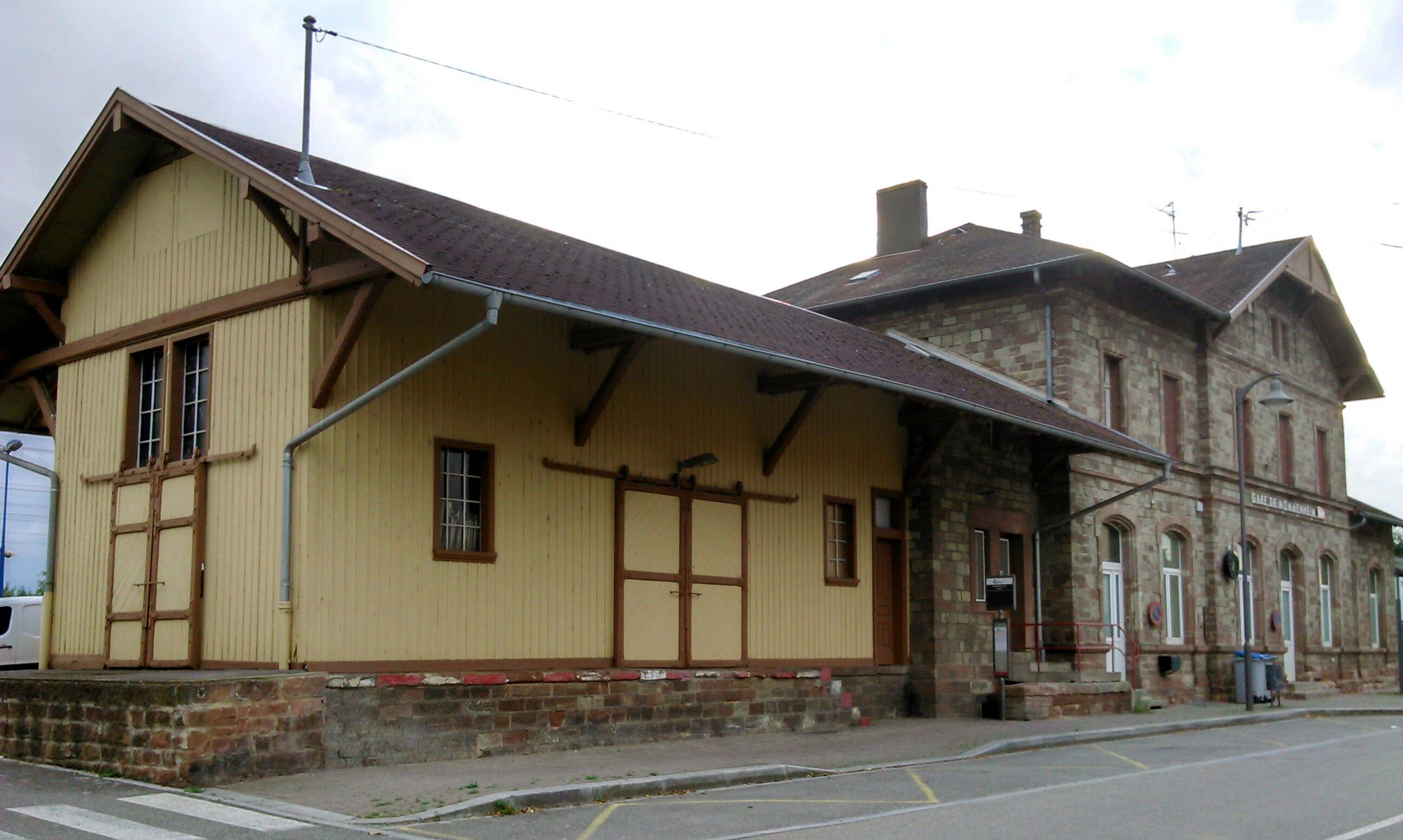
Halle à marchandises et bâtiment voyageurs.
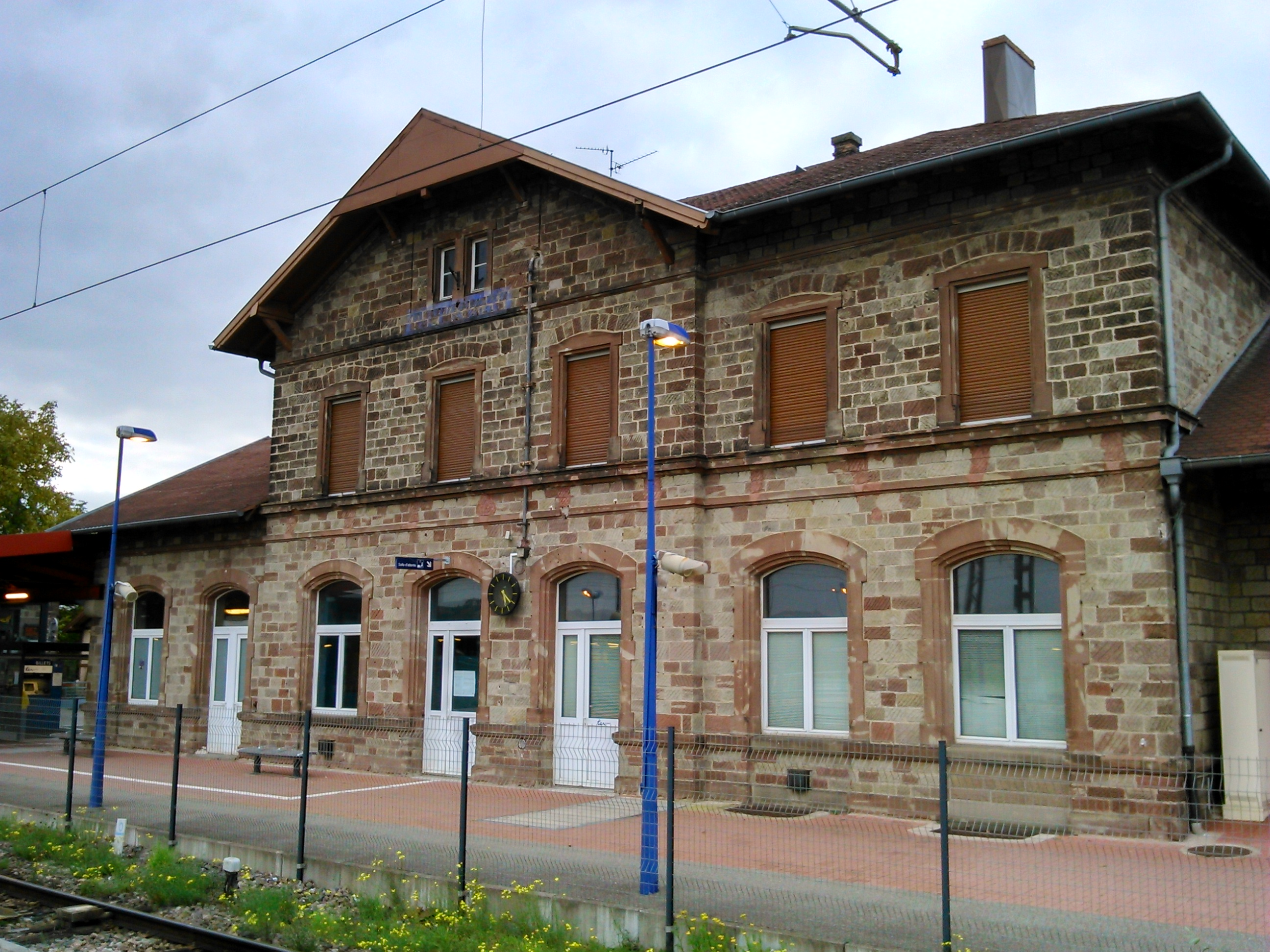
Bâtiment voyageurs, côté voies.
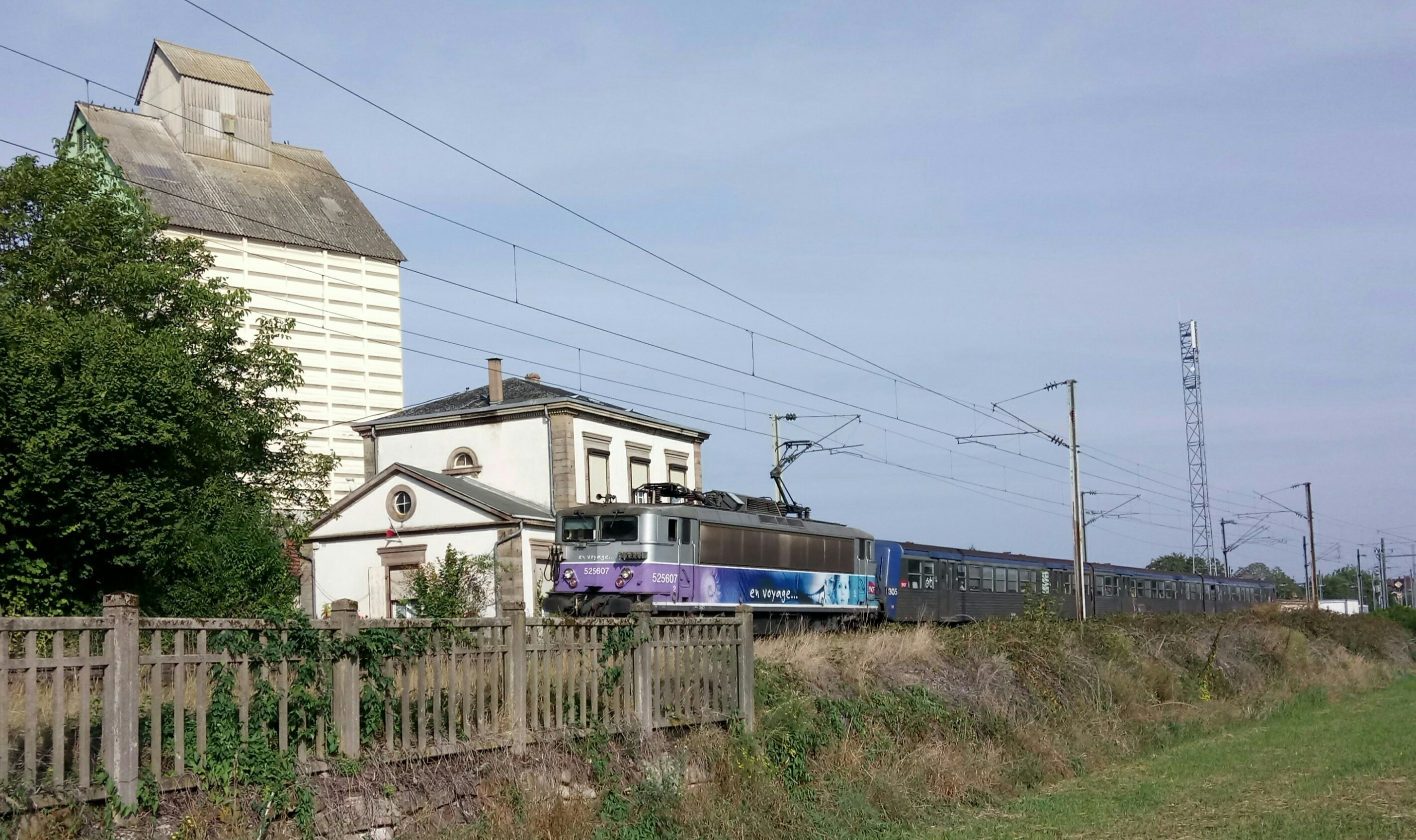
Une rame réversible régionale tractée par la BB 25607 passe devant l'ancienne gare de Mommenheim.

## Fréquentation
De 2015 à 2024, selon les estimations de la SNCF, la fréquentation annuelle de la gare s'élève aux nombres indiqués dans le tableau ci-dessous.
| Année                      | 2015    | 2016    | 2017    | 2018    | 2019    | 2020    | 2021    | 2022    | 2023    | 2024    |
| -------------------------- | ------- | ------- | ------- | ------- | ------- | ------- | ------- | ------- | ------- | ------- |
| Voyageurs                  | 204 272 | 210 960 | 218 014 | 227 190 | 250 511 | 169 598 | 199 465 | 258 153 | 317 382 | 316 721 |
| Voyageurs et non voyageurs | 255 341 | 263 700 | 272 518 | 283 988 | 313 139 | 211 998 | 249 332 | 322 691 | 396 728 | 395 901 |

## Service des voyageurs

### Accueil
Halte SNCF, c'est un point d'arrêt non géré (PANG), équipé de distributeurs automatiques de titres de transport TER. Son bâtiment voyageurs est ouvert au public et comporte une salle d'attente. La gare dispose d'aménagements pour l'accessibilité des personnes à mobilité réduite, notamment des places de stationnement réservées, une rampe d'accès, des ascenseurs et des bandes de guidage au sol. Un passage souterrain permet la traversée des voies.

### Dessertes
La gare est desservie par les trains TER Grand Est des relations Sélestat / Strasbourg-Ville – Mommenheim / Saverne / Sarrebourg (liaison faisant partie du Réseau express métropolitain européen) et Krimmeri-Meinau / Strasbourg-Ville – Sarreguemines / Sarrebruck.

Desserte
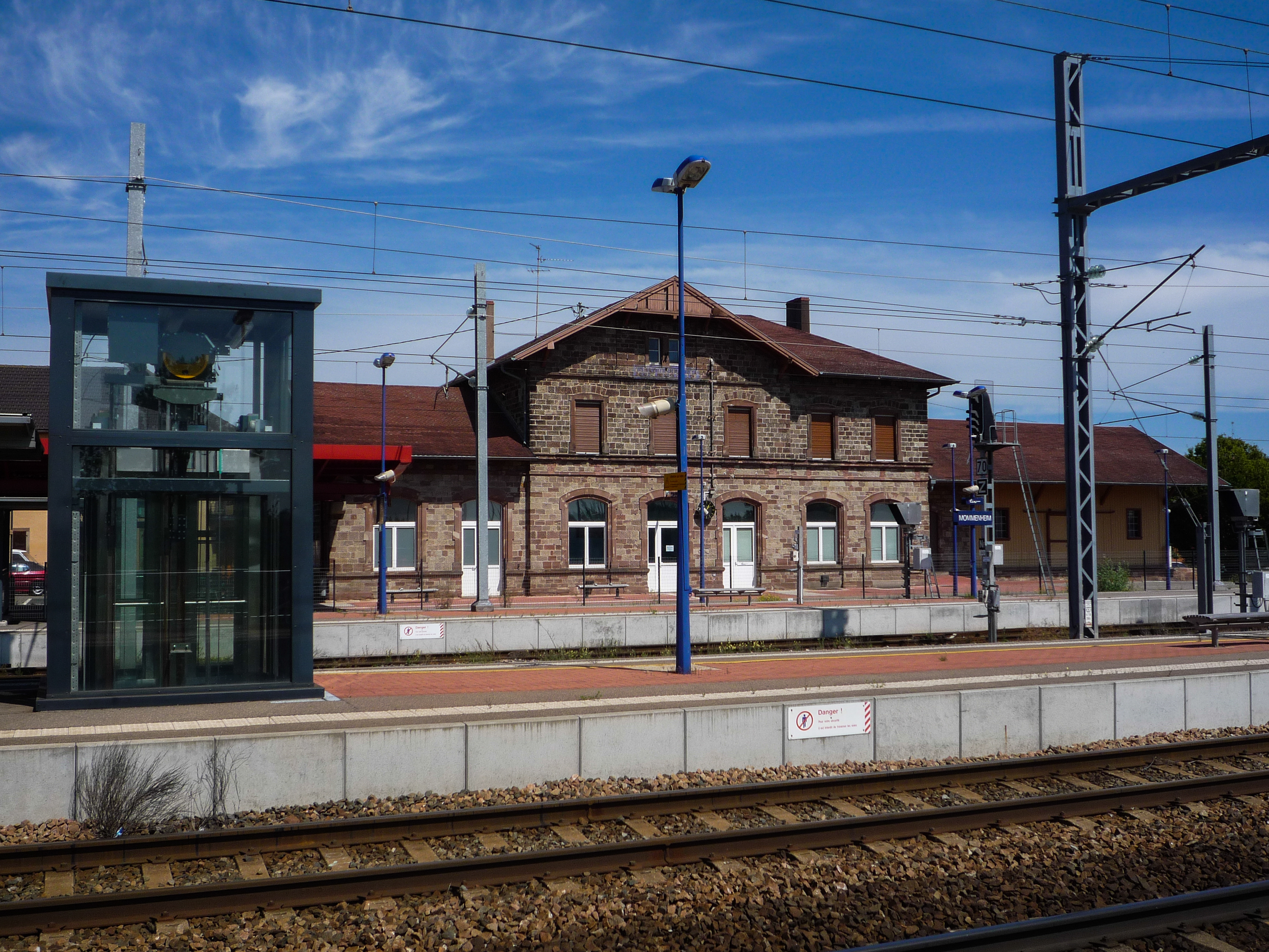
Les voies et les quais.
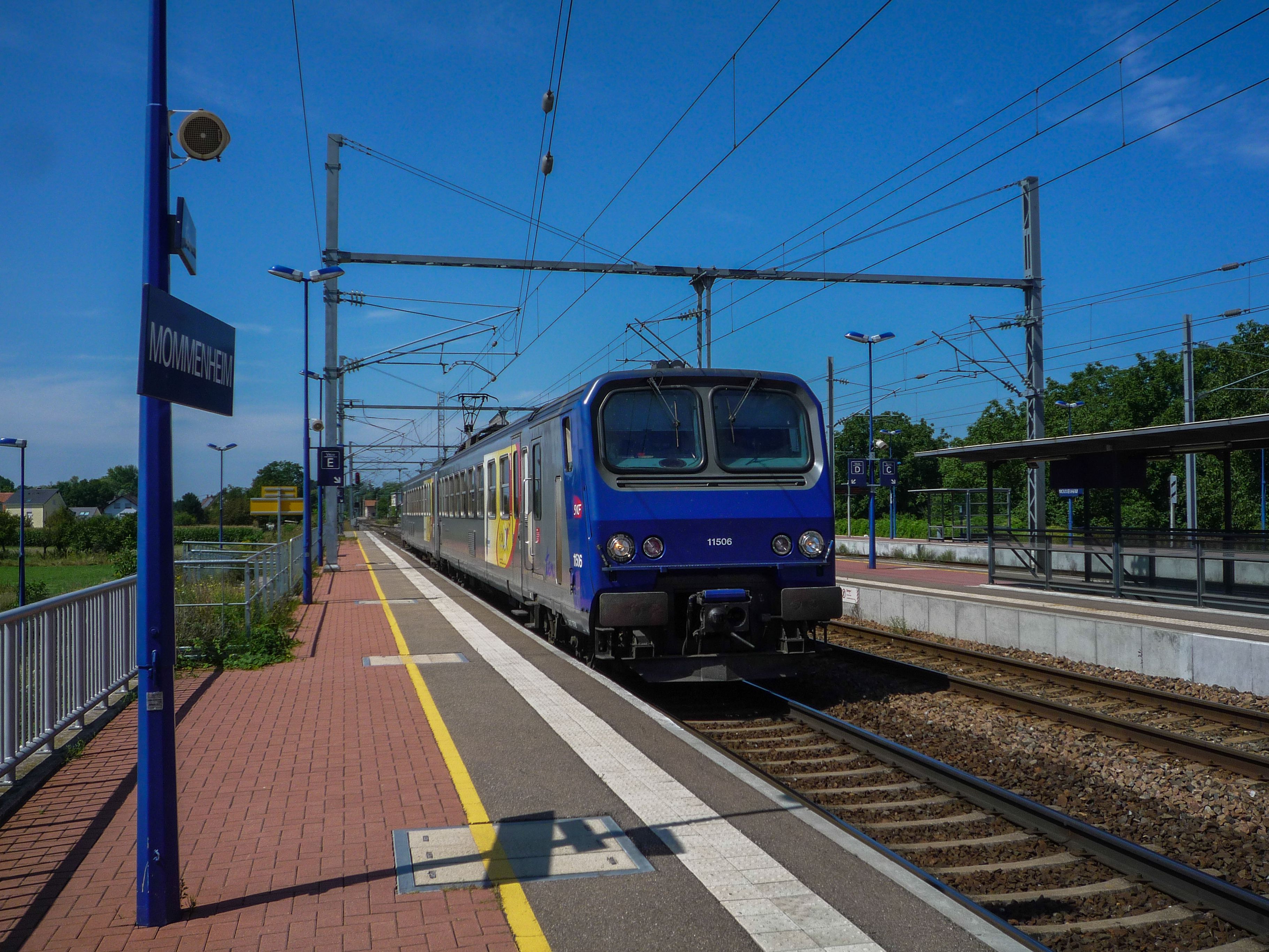
Desserte Z 11500 en 2012.
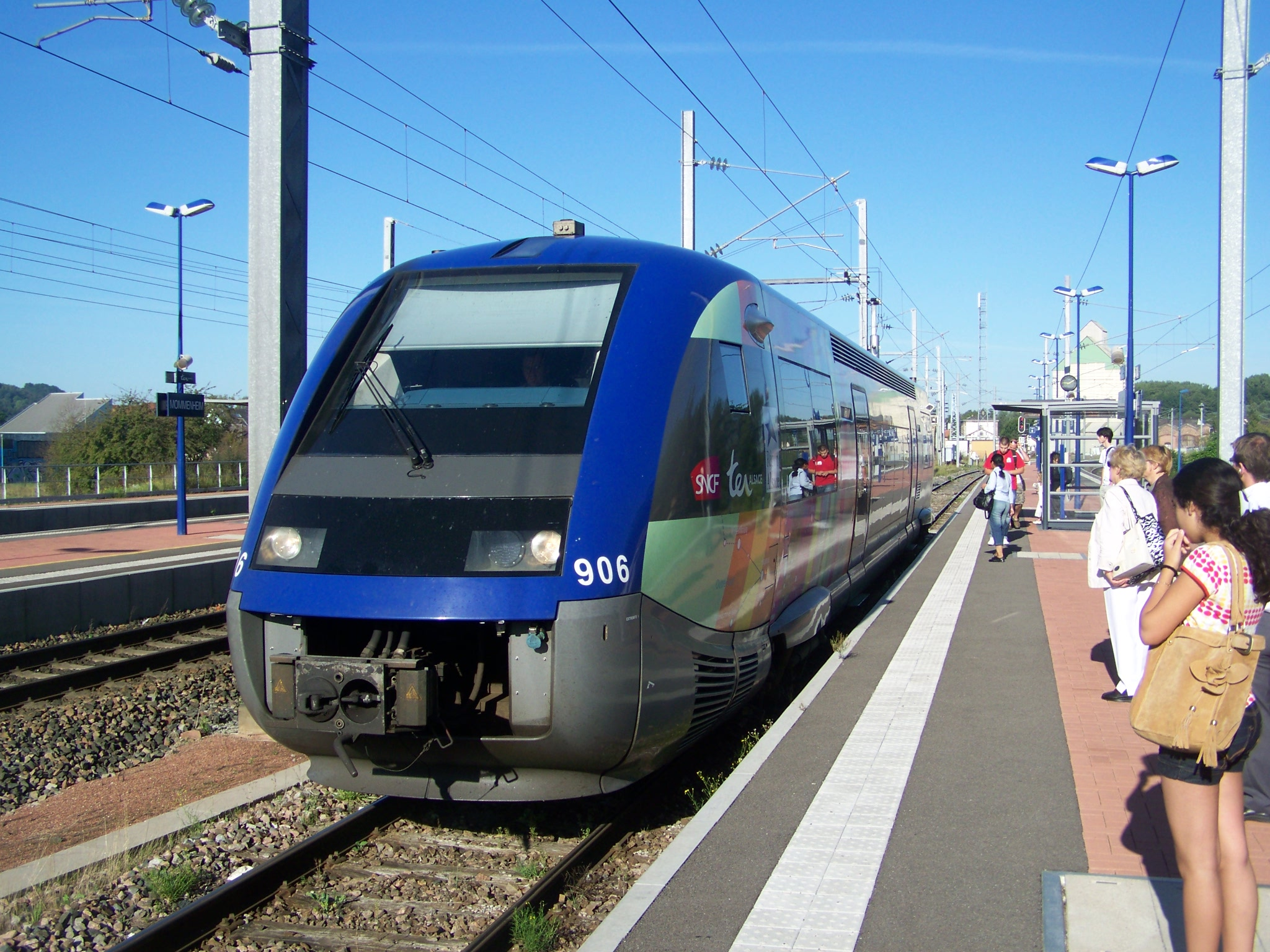
Desserte X 73900 en 2009.

### Intermodalité
La gare est desservie par les autocars TER de la ligne de Strasbourg à Diemeringen.
Un parc à vélo et un parc de stationnement pour les véhicules y sont aménagés.

## Patrimoine ferroviaire
Le bâtiment voyageurs de 1895 avec sa halle à marchandises en bois, un petit bâtiment annexe transformé en abri à vélo, une ancienne remise à locomotives désormais utilisée par le comptoir agricole ainsi que l'ancien bâtiment voyageurs de 1851 sont toujours présents sur le site de la gare et ses abords.
Le bâtiment d'origine constitue un exemple remarquablement conservé de bâtiment voyageurs de type 5 de la Compagnie du chemin de fer de Paris à Strasbourg ; il est l'un des seuls de ce type situés sur le réseau d'Alsace-Lorraine à ne pas avoir fait l'objet d'agrandissements ultérieurs.